# NonExist
NonExist är ett svenskt melodisk death/thrash metal-band, grundat 2000 av tidigare sångaren av Arch Enemy, Johan Liiva, gitarrist/basisten (på skiva) Johan Reinholdz (av Andromeda, Skyfire) och trummisen Matte Modin (av Defleshed, Dark Funeral).  De släppte sitt debutalbum, Deus Deceptor, i maj 2002 på skivbolaget New Haven Records i Europa och på Century Media i Nordamerika. År 2002 försökte bandet organisera en turné, men det lyckades inte, delvis på grund av medlemmarnas deltagande i andra projekt. Bandet splittrades 2004.
Bandet återförenades 2011 med Johan Liiva på sång och Johan Reinholdz på alla andra instrument. 2013 släppte bandet sitt andra album, From My Cold Dead Hands. 2015 släpptes albumet Throne of Scars.

## Medlemmar
Nuvarande medlemmar
- Johan Reinholdz – gitarr, basgitarr, trummor, keyboard, programmering, sång (2000–2004, 2011– )
- Linus Abrahamson – basgitarr (2015– )
- Joakim Strandberg-Nilsson – trummor (2015– )
- Johan Aldgård – rytmgitarr (2015– )

Tidigare medlemmar
- Matte Modin – trummor (2001–2004)
- Johan Liiva – sång (2000–2004, 2011–2015)

Turnerande medlemmar
- Linus Abrahamson – basgitarr (2012–2015)
- Joakim Strandberg-Nilsson – trummor (2012–2015)
- Johan Aldgård – rytmgitarr (2012–2015)

## Diskografi
Studioalbum
- 2002 – Deus Deceptor
- 2012 – From My Cold Dead Hands
- 2015 – Throne of Scars

EP
- 2016 – The New Flesh
- 2018 – In Praise of Death